# Maya Da-Rin
Maya Da-Rin (Rio de Janeiro,  2 de janeiro de 1979) é uma diretora, roteirista, produtora e artista brasileira.
Seus filmes foram exibidos em mais de 100 festivais nacionais e internacionais, receberam dezenas de prêmios e foram distribuídos em países como França, Inglaterra, China, Canadá e Estados Unidos. Seu primeiro longa-metragem de ficção, A Febre (2019), recebeu o Leopardo de Ouro de Melhor Ator para Regis Myrupu e o Prêmio da crítica internacional FIPRESCI no Festival de Locarno, na Suíça. Maya é sócia-fundadora da Tamanduá Vermelho, produtora cultural criada em 2015 e sediada no Rio de Janeiro.

## Biografia
Maya Da-Rin nasceu no Rio de Janeiro em 1979. Filha dos cineastas Silvio Da-Rin e Sandra Werneck, é formada em desenho industrial na Pontifícia Universidade Católica do Rio de Janeiro. Em 2005, cursou oficinas na Escuela Internacional de Cine y Television, em San Antonio de los Baños (Cuba). Viveu na França entre 2010 e 2016, onde se graduou com honra de mérito no Le Fresnoy Studio National des Arts Contemporains e cursou o mestrado em Cinema e História da Arte na Sorbonne Nouvelle – Paris III. Maya é casada com o realizador, professor e desenhista de som Felippe Schultz Mussel e mãe dos trigêmeos Cléo, Martim e Noa.

## Carreira
Maya Da-Rin iniciou sua carreira como realizadora com o curta documentário E Agora José? (2002), que trata da oralidade em uma comunidade rural no interior de Minas Gerais. Em seguida, realizou dois documentários no sudoeste do Amazonas: Margem (2007), que acompanha a viagem de um grande recreio partindo da fronteira do Brasil até a cidade de Iquitos, no Peru. O filme foi exibido na secção Terreiros da 29ª Bienal Internacional de São Paulo, no Festival de Havana e no Festival de Cinema Latino-Americano de Toulouse, tendo recebido os prêmios de Melhor Filme no TekFestival (Itália) e Menção Honrosa no Forumdoc.bh (Brasil).
Seu filme seguinte, Terras (2009), é um ensaio documental sobre a fronteira tríplice entre o Brasil, a Colômbia e o Peru, no Amazonas. O filme estreou no Festival Internacional de Locarno e foi exibido em mais de 40 festivais e museus ao redor do mundo, como DOK Leipzig, Mostra Internacional de Cinema de São Paulo, MoMA e New Museum of Contemporary Art. Terras recebeu o prêmio “Las Cámaras de La Diversidad” no Festival Internacional de Cinema de Guadalajara (México), além de outros 9 prêmios. A revista Variety considerou o filme “uma deslumbrante obra de arte”.
Em 2011, durante a residência no Le Fresnoy, Maya realiza o curta Versão Francesa (2011), que acompanha o encontro entre dois estrangeiros em quarto de hotel, em Paris, partindo de diálogos apropriados de filmes icônicos franceses. O curta recebeu a Menção do Júri e o prêmio de aquisição RTP Onda Curta no Festival de Cinema Luso-Brasileiro (Portugal).
Nos anos seguintes, realiza duas videoinstalações: Horizonte de Eventos (2012), também produzida pelo Le Fresnoy, e Camuflagem (2013), realizada durante uma residência artística no Centro de Artes LABoral (Espanha). Horizonte de Eventos foi considerado pela crítica francesa Annick Rivoire “o projeto mais representativo da criação contemporânea” visto naquele ano no Le Fresnoy. A obra foi exibida no Vilnius Contemporary Art Center (Lituânia) e na galeria La Maldite, em Paris.
Em 2020, Maya integrou o júri do 4º Festival Internacional de Pingyao (China), idealizado pelo realizador Jia Zhangke, tendo participado anteriormente como júri do 16º Festival de Santa Maria da Feira (Portugal), do 24º Forumdoc.bh, da 6º Semana de Cinema e do 18º Festival de Curtas do Rio de Janeiro – Curta Cinema.

### A Febre
Seu primeiro longa-metragem de ficção, A Febre (2019) foi desenvolvido com o apoio da residência de roteiro Cinéfondation, do Festival de Cannes e de laboratórios promovidos pelo TorinoFilmLab. O filme estreou na competição oficial do Festival Internacional de Cinema de Locarno, na Suíça, onde ganhou o Leopardo de Ouro de Melhor Ator para Regis Myrupu, o prêmio da crítica internacional FIPRECI e o prêmio "Enviroment is Quality of Life" concedido pelo júri jovem. A Febre participou de mais de 60 festivais e recebeu 30 prêmios, dentre eles o de Melhor Filme nos festivais de Pingyao (China), Biarritz (França), IndieLisboa (Portugal), Mar del Plata (Argentina), Punta del Este (Uruguai) e Janela Internacional do Recife (Brasil), e Melhor direção no Festival Internacional de Chicago (USA) e no Festival do Rio (Brasil). O filme foi ainda o grande vencedor do 52º Festival de Brasília do Cinema Brasileiro, tendo recebidos os prêmios de Melhor Filme, Melhor Direção, Melhor Ator, Melhor Fotografia e Melhor Som.
A Febre foi muito bem recebido pela crítica brasileira e internacional, tendo sido citado como o melhor filme de estreia de 2019 pela programadora Nicole Brenez na lista de críticos “La internacional cinefilia" e considerado o “filme de estreia mais convincente do cinema latino americano dos últimos anos” pelo crítico e programador Diego Batlle. O crítico Francisco Russo, da revista eletrônica AdoroCinema, considerou A Febre “um filme como poucas vezes se viu no cinema brasileiro”, enquanto que o crítico José Geraldo Couto disse que o filme é “um marco” na forma como personagens indígenas são retratados pelo cinema. Já a crítica francesa Beatrice Loayza, da revista Cinema Scope, considerou o filme “cinema em sua essência, exigindo empatia e compreensão sem piedade e didatismo, e protagonizando os indígenas com uma atenção às suas especificidades culturais como poucos filmes se preocupam em elaborar".

## Filmografia
| Ano  | Título          | Função   | Notas                       |
| ---- | --------------- | -------- | --------------------------- |
| 2002 | E Agora José?   | Diretora | Curta-metragem documentário |
| 2007 | Margem          | Diretora | Média-metragem documentário |
| 2009 | Terras          | Diretora | Longa-metragem documentário |
| 2011 | Versão Francesa | Diretora | Curta-metragem ficção       |
| 2019 | A Febre         | Diretora | Longa-metragem ficção       |